# Roquefort-les-Cascades

Roquefort-les-Cascades este o comună în departamentul Ariège din sudul Franței. În 1 ianuarie 2022 avea o populație de 83 de locuitori.